# 三代目葵マリー
三代目葵マリー（さんだいめ あおいまりー、1969年3月21日 - ）は、日本のSM仕掛人、コラムニスト。元AV女優、元AV監督。

## 人物
- (年齢を偽って)15才でホテトルデビュー。風俗嬢を経て、SM界入り[1]。
- SM界では知らない人はいない大御所であり、女王様やスカトロの元祖として活躍していた[1]。
- 「水城千春」の名前でイメクラ嬢、AV女優として活動していたが、初代葵マリー[2]に出会ったその日に、初代が経営するSMクラブ「奴隷契約書」の宣伝のため、三代目を襲名した[3]。なお二代目は「奴隷契約書」に所属する紅乱が襲名したが、活動は短期間で終わっている[2]。
- 内外タイムス(東京都の夕刊地方紙)に初めて「SMが出来る店」として、自身が経営するSMクラブの広告を出した。
- 2018年、かさいあみと共同でフリーAV女優連盟発起人となる[4]。同年には「あおいまりい」名義で日本ローレグライズ協会理事長に就任しており、フェティッシュな業界の母、後見人の立ち位置で活動している[5]。
- 2022年7月に開始された、AV出演被害防止・救済法改正を呼び掛ける署名運動「女優・男優・スタッフが働きやすい『AV新法』にしてください」発起人として活動[6]。

## 出演作品

### アダルトビデオ
1986年
- 『調・教・24・時・間 衝撃編』（8月30日、V&Rプランニング）

1988年
- 『ワコー・ドキュメント・スペシャル 深層　葵マリー』（1月1日、ワコー）

1993年
- 『ザ・折檻 番外編』（10月8日、日活）

1994年
- 『憎いほど男殺し』 (アロマ企画）

1995年
- 『悦楽の御調教』 (アロマ企画）
- 『征服有限会社 2 地獄の社員教育編』（12月16日、V&Rプランニング）

1997年
- 『女子校生24時間レズ監禁 2』（2月7日、笠倉出版社）
- 『ご近所の若奥様 主婦と性活』（8月13日、ビッグモーカル）

1998年
- 『レズいじめ 2』（3月12日、笠倉出版社）
- 『マニア通信』（11月22日、h.m.p）

1999年
- 『看護婦 絶叫レズ浣腸』（1月29日、シネマジック）
- 『スクール水着 絶叫レズ浣腸』（8月6日、シネマジック）
- 『高杉秀の世界 痴女スペシャル 地獄の90分!!』（9月10日、ホットエンターテイメント）
- 『絶叫浣腸 Special』（12月3日、シネマジック）

2000年
- 『Bloom』（9月25日、エッチアールシー）
- 『三代目葵マリー　黄金剃髪』（12月1日、アルファーインターナショナル）

2001年
- 『三代目葵マリーのニューハーフ強制オナニー Vol.1 さき 27才』（1月1日、アルファーインターナショナル）
- 『服従学園　清水かおり』（1月21日、ケイエヌコーポレーション）
- 『Pink Virgin』（4月17日、マテリアル21）
- 『三代目葵マリーのはっけよいのこった』（4月18日、アルファーインターナショナル）
- 『三代目葵マリーのニューハーフ強制オナニー Vol.5 ルビー 27才』（4月18日、アルファーインターナショナル）
- 『三代目葵マリーのニューハーフ強制オナニー Vol.6 つぐみ 23才』（4月18日、アルファーインターナショナル）
- 『怪傑エロ熟女 Volume 3』（7月1日、アルファーインターナショナル）
- 『怪傑エロ熟女 Volume 4』（7月1日、アルファーインターナショナル）
- 『三代目葵マリーのニューハーフ強制オナニー Vol.13 まや 25才』（8月26日、アルファーインターナショナル）
- 『三代目葵マリーのニューハーフ強制オナニー Vol.14 ライム 21才』（8月26日、アルファーインターナショナル）
- 『三代目葵マリーのニューハーフ強制オナニー Vol.15 れおな 23才』（9月21日、アルファーインターナショナル）
- 『三代目葵マリーのニューハーフ強制オナニー Vol.16 アンナ 24才』（9月21日、アルファーインターナショナル）

2002年
- 『三代目葵マリーのニューハーフ強制オナニー Vol.22 まい 25才』（1月1日、アルファーインターナショナル）
- 『三代目葵マリーのニューハーフ強制オナニー大図鑑 Vol.2』（1月1日、アルファーインターナショナル）
- 『禁断のエネマクリニック 2』（2月19日、アートビデオ）
- 『変態パーティー』（4月10日、ドリームチケット）
- 『雪山調教 氷点下・雫の淫夢』（6月24日、アルファーインターナショナル）
- 『全裸監禁プロジェクト2 ジェイソン学園～アブノーマルセミナー』（8月15日、MOODYZ）
- 『レズビアン Lovers Parfect』（9月25日、APA）
- 『三代目葵マリーのニューハーフ強制オナニー大図鑑DX Vol.2』（10月26日、アルファーインターナショナル）
- 『憎いほど男殺し』（DVD復刻版）（12月1日、アロマ企画）
- 『エロ熟女三姉妹 Vol.1』（12月9日、アルファーインターナショナル）
- 『エロ熟女三姉妹 Vol.2』（12月9日、アルファーインターナショナル）

2003年
- 『AV面接逆レイプ 1』（1月1日、MOODYZ）
- 『レズビアン Lovers 2nd』（1月25日、APA）
- 『AV面接逆レイプ 2』（2月1日、MOODYZ）
- 『総勢11名!!エルドラド変態スカトロパーティー SIDE1』（2月6日、ディープス）
- 『総勢11名!!エルドラド変態スカトロパーティー SIDE2』（2月20日、ディープス）
- 『AV面接逆レイプ 3』（3月15日、MOODYZ）
- 『浣腸・極道の妻タチ』（3月17日、アヴァ）
- 『長崎みなみ レズビアンMAX』（3月25日、APA）
- 『AV面接逆レイプ 4』（4月1日、MOODYZ）
- 『美少女 フィスト調教塾』（4月5日、アイエナジー）
- 『特番 怪傑エロ熟女』（4月23日、アルファーインターナショナル）
- 『完全攻略 7　沢口あすか』（5月30日、ケイ・エム・プロデュース）
- 『沢口あすか 4時間』（5月30日、ケイ・エム・プロデュース）
- 『美人スチュワーデス フライトフィスト』（7月5日、アイエナジー）
- 『S女！ぶっちゃけ24人。』（8月21日、V&Rプランニング）
- 『鮎川あみが激ヤバレポーターに!風俗の裏のウラIN池袋』（8月22日、桃太郎映像出版）
- 『イカせ超高級ホスト倶楽部』（9月5日、SODクリエイト）
- 『イカサレ4時間 2』（9月26日、ケイ・エム・プロデュース）
- 『美人スチュワーデス フライトフィスト』（11月6日、アイエナジー）
- 『禁断のエネマクリニック』（DVD復刻版）（11月26日、アヴァ）
- 『三代目葵マリー 愛の変態フェスティバル Vol.1』（12月1日、アルファーインターナショナル）
- 『イケメン温泉 爆乳素人編』（12月20日、トランスコーポレーション）

2004年
- 『キャバ嬢だらけのAV現場見学ツアー』（1月20日、トランスコーポレーション）
- 『イケメンナンパ合コン』（2月1日、トランスコーポレーション）
- 『イケメン屋形船』（3月20日、トランスコーポレーション）
- 『裏 早坂ひとみ2 完全版』（3月26日、ケイ・エム・プロデュース）
- 『ハプニング続出!! イケメンクレイジーナイト IN 新宿』（4月1日、トランスコーポレーション）
- 『イカセ 4時間 三咲まお』（4月23日、ケイ・エム・プロデュース）
- 『前代未聞！手首つっこみヴァギナ崩壊』（5月20日、アイエナジー）
- 『裏 杉浦美由 完全版』（5月21日、ケイ・エム・プロデュース）
- 『抱きしめて全塗糞 新宿大パニック!!』（6月10日、リベロ）
- 『三代目葵マリーの激痴女10人隊』（6月25日、アルファーインターナショナル）
- 『レズビアン調教 VOL.1 ～5生娘11熟女』（6月25日、スパークス）
- 『レズビアン調教 VOL.2 ～5生娘11熟女』（6月25日、スパークス）
- 『3年B組駅弁先生』（7月10日、アルファーインターナショナル）
- 『爆乳玉砕イカセレズ 2時間』（7月17日、アルファーインターナショナル）
- 『イケメン完全制覇』（7月20日、トランスコーポレーション）
- 『ニューハーフ童貞狩り』（7月30日、アルファーインターナショナル）
- 『ザ・宴会』（8月19日、V&Rプランニング）
- 『ズブズブ女学園 3 エピローグはプロローグ ズブズブ女学園完結編』(12月8日、VIO）

2005年
- 『ニューハーフ童貞狩り3』（2月25日、アルファーインターナショナル）
- 『イカセ 4時間 広瀬奈央美』（3月18日、ケイ・エム・プロデュース）
- 『三代目葵マリーの巨乳レズフィスト』（4月12日、ボス・キャット）
- 『調教召使いレズビアンコレクション 凌辱新約性書　甘衣かおり＆三代目葵マリー』（5月7日、イヴ&イヴ）
- 『ニューハーフ童貞狩り4』（5月20日、アルファーインターナショナル）
- 『裏・紫彩乃』（5月20日、ケイ・エム・プロデュース）
- 『三代目葵マリーの巨乳レズフィスト 3』（5月28日、ボス・キャット）
- 『スカトロ BIG-BANG!! Vol.5 ゆき』（7月8日、アルファーインターナショナル）
- 『調教召使いレズビアンコレクション 凌辱新約性書　松実桃香＆三代目葵マリー』（7月10日、イヴ＆イヴ）
- 『高級令嬢レズビアンコレクション 禁断遊戯性書　君嶋もえ＆三代目葵マリー』（7月10日、イヴ＆イヴ）
- 『三代目葵マリー 変態レズ調教 6人の美しき餌食達』（8月19日、アルファーインターナショナル）
- 『変態毒書 監禁奴隷調教　華咲唯』（10月6日、桃太郎映像出版）
- 『調教召使いレズビアンコレクション 凌辱新約性書　麗奈＆三代目葵マリー』（12月6日、イヴ＆イヴ）
- 『調教召使いレズビアンコレクション 凌辱新約性書　愛原千咲＆三代目葵マリー』（12月6日、イヴ＆イヴ）
- 『マゾ狩り ～女王様たちの遊戯～』（12月16日、アルファーインターナショナル）

2006年
- 『第1回 最強痴女決定戦 C-1 GRAND PRIX』（2月3日、アルファーインターナショナル）
- 『調教召使いレズビアンコレクション 凌辱新約性書　桜田さくら＆三代目葵マリー』（3月10日、イヴ＆イヴ）
- 『調教召使いレズビアンコレクション 凌辱新約性書　椎名実果＆三代目葵マリー』（3月10日、イヴ＆イヴ）
- 『絶頂治療院 ～イカせまくり絶頂治療～』（3月24日、アルファーインターナショナル）
- 『三代目葵マリーの巨乳レズフィスト 7』（4月28日、ボス・キャット）
- 『調教召使いレズビアンコレクション 凌辱新約性書　いつか＆三代目葵マリー』（5月24日、イヴ＆イヴ）
- 『調教召使いレズビアンコレクション 凌辱新約性書　杉山圭＆三代目葵マリー』（5月24日、イヴ＆イヴ）
- 『調教召使いレズビアンコレクション　凌辱新約性書 みずなあんり＆三代目葵マリー』（5月24日、イヴ＆イヴ）
- 『調教召使いレズビアンコレクション 凌辱新約性書　浅野はるか＆三代目葵マリー』（9月7日、イヴ＆イヴ）
- 『調教召使いレズビアンコレクション 凌辱新約性書　星月まゆら＆三代目葵マリー』（9月7日、イヴ＆イヴ）
- 『調教召使いレズビアンコレクション 凌辱新約性書　安藤なつ妃』（11月21日、イヴ＆イヴ）

2007年
- 『実母娘』（1月12日、アルファーインターナショナル）
- 『お尻倶楽部VIDEO VOL.1』（5月25日、三和出版）
- 『愛虐どれい』（DVD復刻版）（10月31日、ビデオバンク）

2008年
- 『どスケベ熟女達のお悩み相談室 17人の淫乱講師』（11月20日、センタービレッジ）

2009年
- 『三代目葵マリーの巨乳レズフィスト 8』（7月29日、ボス・キャット）

2010年
- 『スーパー痴女優への道　藤井シェリー』（11月12日、ケイ・エム・プロデュース）

2012年
- 『征服【有限＆株式】会社 女性上位社会 M男虐待オフィスドラマ』（9月21日、V&Rプランニング）

2013年
- 『鼻フック in フェチフェス』（8月25日、だるまや）
- 『三代目葵マリー＆徳井唯　うんちパーティ』（11月22日、レイディックス）
- 『どきッ！女だらけのキャットファイト祭2013 お下品熱帯夜！いつやるか？今でしょ！ 上巻 わき毛女王様登場！9人で全裸プロレス?! 2013年9月20日(金)＠新木場1stリング大会収録』（12月15日、CPE）

2015年
- レアル10周年記念作品 ノンストップでイカされっぱなしの卒業式 大島薫（5月8日、REAL）

2018年
- 35本記念 緊急企画 35発射するまで帰れませんSP 橘芹那（6月8日、僕たち男の娘）

## 監督作品

### アダルトビデオ
2003年
- 『ドリーム旅館』（1月25日、ホットエンターテイメント）
- 『ご存知!糞尿姉妹』（4月19日、ナチュラルハイ）
- 『ご存知!糞尿姉妹 その2』（6月5日、ナチュラルハイ）
- 『ご存知!糞尿姉妹 その3』（7月19日、ナチュラルハイ）
- 『ご存知!糞尿姉妹 その4』（9月5日、ナチュラルハイ）
- 『ご存知!糞尿姉妹 その5』（10月4日、ナチュラルハイ）
- 『糞尿芸者 其の壱』（12月4日、ナチュラルハイ）

2004年
- 『糞尿芸者 其の弐』（1月22日、ナチュラルハイ）
- 『糞尿芸者 其の参』（4月15日、ナチュラルハイ）
- 『糞尿芸者 其の四』（7月8日、ナチュラルハイ）
- 『糞尿芸者 其の五』（9月9日、ナチュラルハイ）

2013年
- 『スター誕生 ひとりぼっちのバラード　琥珀うた』（7月7日、アタッカーズ）

## 出演番組

### インターネットテレビ
- きこうでんみさの”おまいら見るな!!”(2007年3月28日、GyaO)※ゲスト出演
- トイズハートプレゼンツ「かさいあみのやおい穴」第１０回（2017年1月6日、ニコニコ生放送（ニコニコ動画） オトコのカラダチャンネル）※ゲスト出演[7]

### 映画
- YARIMAN HUNTER（2022年11月25日公開、企画・原案:横須賀歌麻呂） - R-18指定[8][9][10]

### ネット記事
- 「葵マリー」の記事一覧 - DMM NEWS.R18
- 三代目 葵マリーのここだけの話 - MAN-ZOKU 東京